# Lager Lévitan

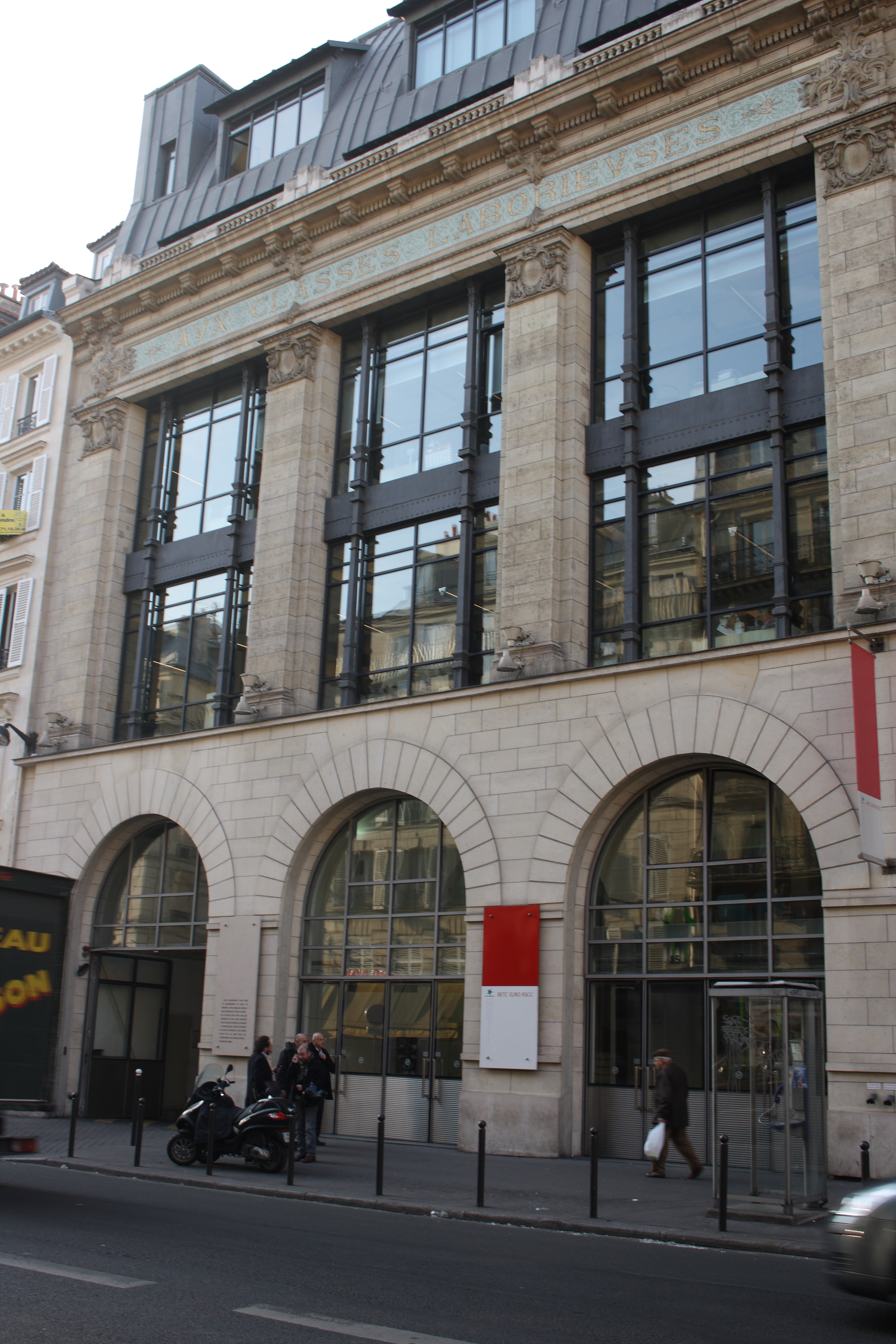
Ehemaliges Möbelhaus Magasin Lévitan in Paris (2011)

Lager Ost (in jüngerer Zeit Lager Ost Lévitan, kurz Lager Lévitan) war während der Besetzung Frankreichs im Zweiten Weltkrieg die Bezeichnung für ein 1941 vom Vichy-Regime beschlagnahmtes und geschlossenes Warenhaus in Paris (85/87 rue du Faubourg-Saint-Martin, 10. Arrondissement), das 1943 von der Dienststelle Westen im Rahmen der M-Aktion konfisziert und als Zwischenlager für Einrichtungsgegenstände aus geplünderten jüdischen Haushalten sowie von Juli 1943 bis August 1944 als Arbeitslager für 180 bis 250 größtenteils jüdische Zwangsarbeiter genutzt wurde. Es war eines der drei Außenlager des Sammellagers Drancy.
Der Namenszusatz Lévitan ist abgeleitet von dem früheren Möbelhaus Magasin Lévitan.

## Geschichte

### Das Warenhaus
Die 1897 gegründete englische Warenhauskette Aux Classes Laborieuses Ltd, die in Paris in der Nähe der Gare de l’Est bereits eine erste Niederlassung in einem älteren Gebäude am Boulevard de Strasbourg (Nr. 46/48) eröffnet hatte, erwarb 1899 das an die rückwärtige Fassade desselben angrenzende Grundstück und ließ dort ein modernes Warenhaus mit einem von der rue du Faubourg-Saint-Martin (Nr. 85–87) zugänglichen Eingang errichten. Die von dem Architekten Jacques Hermant entworfene Fassade mit der Inschrift Aux Classes Laborieuses prämierte die Stadt Paris im Jahr 1900.
Infolge der durch den Ersten Weltkrieg bedingten Rezession schloss die englische Handelskette das Warenhaus, ließ es zeitweilig leer stehen, vermietete es danach an einen Drucker und bot es schließlich zum Verkauf an.
Käufer war der jüdische Unternehmer Wolf oder Wolff Lévitan (1885–1966), Eigentümer der 1920 gegründeten Möbelfabrik Lévitan und eines Möbelhauses am Boulevard de Magenta (Nr. 63).

### Das Lager Ost

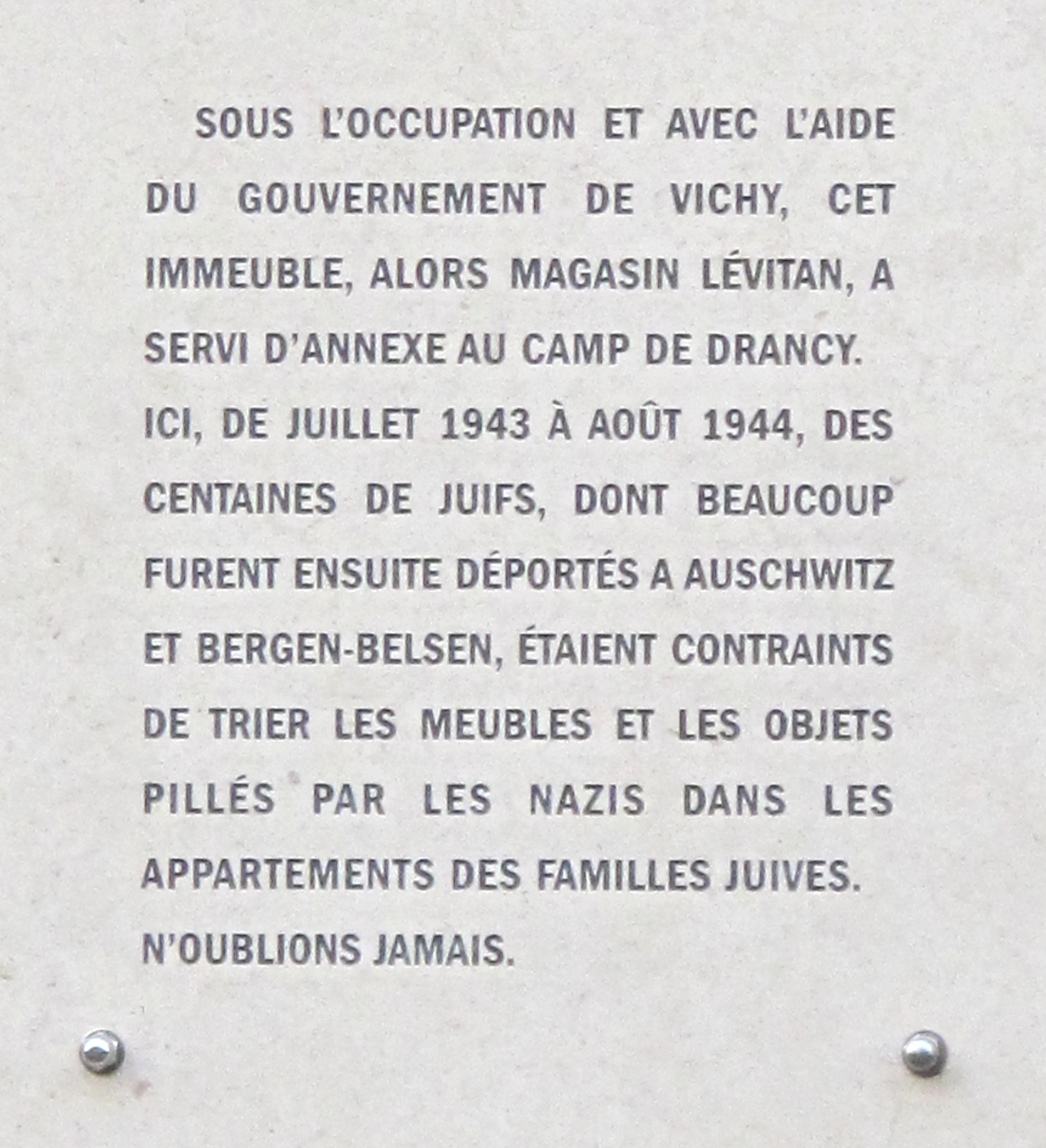
Gedenktafel an der Hausfassade

Kurt von Behr wurde 1940 von Alfred Rosenberg in Paris zum Raub „herrenlosen Kulturguts von Juden“ eingesetzt als Leiter des Hauptreferats Organisation und Personal im dazu geschaffenen Einsatzstab Reichsleiter Rosenberg, Dienststelle Westen. Ab Januar 1942 leitete er in Paris die M-Aktion, den Raub von Mobiliar in Frankreich für deutsche Zwecke (Bereicherung, Ersatz für Ausgebombte etc.), der bis August 1944 andauerte.
Für diesen Zweck wurden die Lager Lévitan (auch als Lager Ost bezeichnet), Austerlitz (43, quai de la Gare im 13. Arrondissement) und Bassano (2, rue de Bassano im 16. Arrondissement) als Außenstellen des Lagers Drancy eingerichtet. Im Lager Lévitan arbeiteten und lebten zwangsweise etwa 120 jüdische Internierte. Im ehemaligen Möbelhaus Lévitan, das dem jüdischen Kaufmann Wolf Lévitan (* 1885) gehörte, und in den anderen Außenstellen wurden die beschlagnahmten Möbel jüdischer Bewohner von Paris gelagert und in mehr als 600 Zugtransporten ins Deutsche Reich gebracht.